# Wendy Lawal
 (juin 2024).
 (juin 2024).
Pour les articles homonymes, voir Lawal.
Yewande Lawal Simpson , ou Wendy Lawal, (anciennement connue sous le nom de Yewande Lawal Adebisi), est une actrice et mannequin nigériane ayant remporté le concours du carnaval de Miss Lagos en 2012.

## Biographie

### Formation
Lawal a fait ses études primaires et secondaires au Nigeria. Elle est titulaire d'un baccalauréat en arts créatifs de l'Université de Lagos.

### Carrière
Wendy Lawal fait ses débuts en 2009 dans la série télévisée nigériane Living in Lagos,.
En 2012, elle remporte le concours du carnaval de Miss Lagos,. La même année, elle joue le rôle de Shoshanna dans le feuilleton télévisé nigérian Tinsel,. Elle apparaît dans des courts métrages, des séries télévisées et des webséries, comme Le club des hommes, Jemeji, Voyage vers soi, La chambre, Hors de vue, Amour étranger.

### Famille
Elle épouse Wanri Simpson en 2018. Elle perd sa mère en 2020,.

## Filmographie
- 2008 : Tinsel (en)[1]
- 2012 : Journey to Self (en)[1]
- 2017 : Our Best Friend's Wedding (en)
- 2018 : The Men's Club (en)
- 2018 : The Auction
- 2019 : Jimeji[5]
- 2019 : Unbreakable
- 2019 : The Set up[6]